# Michigan Stadium

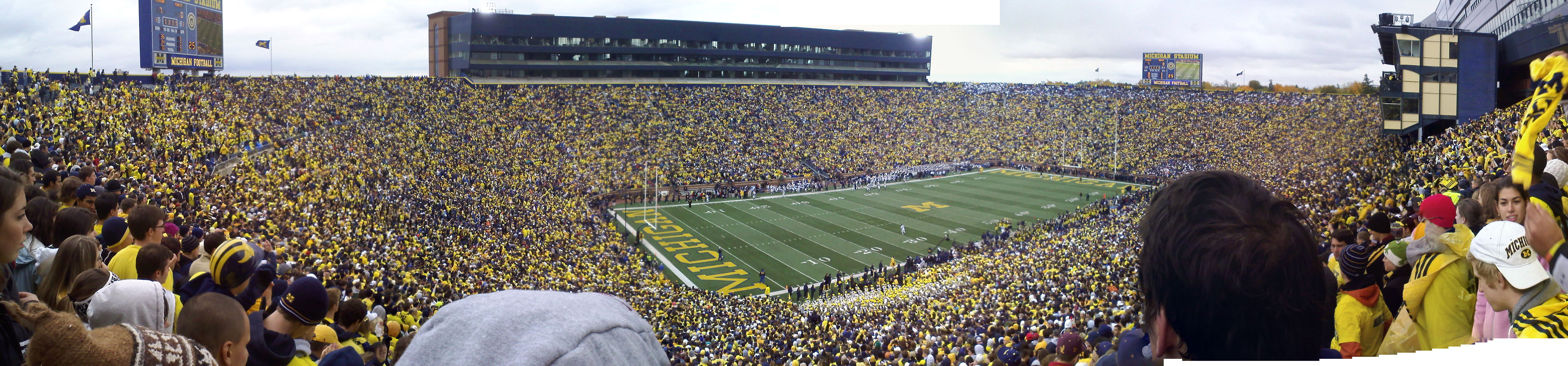
Panorámica del estadio.

El Michigan Stadium es un estadio de fútbol americano de la Universidad de Míchigan, ubicado en Ann Arbor, Míchigan, Estados Unidos. 
El estadio se construyó en el año 1927 por un costo de 950 000 dólares y una capacidad de 72 000 espectadores. En 1955 se amplió para superar los 100 000 espectadores, y actualmente tiene una capacidad de 107 601 espectadores (sentados en banco corrido, no en butaca), luego de una ampliación de su aforo en 2010. Es el estadio más grande de los Estados Unidos, dejando atrás al Beaver Stadium, y el segundo más grande del mundo.
En este estadio juegan de local los Michigan Wolverines, un equipo universitario de fútbol americano de la National Collegiate Athletic Association. El equipo lleva realizados más de 250 partidos consecutivos en el estadio con más de 100 000 espectadores presentes. El récord fue de 115 109 en un partido ante los Notre Dame Fighting Irish en septiembre de 2013.
Además, los Michigan Wolverines de hockey sobre hielo jugaron en el estadio en diciembre de 2010, enfrentánsose a su rival estatal, los Michigan State Spartans. El partido tuvo una asistencia de 104 173 espectadores, récord absoluto en dicho deporte. El 1 de enero de 2014 se realizó un partido de la National Hockey League entre los Detroit Red Wings y los Toronto Maple Leafs, también con lleno total.
Por otra parte, el Manchester United y el Real Madrid se enfrentaron en el Michigan Stadium en agosto de 2014, en el marco del torneo amistoso International Champions Cup. Asistieron 109 318 espectadores al partido, lo que significó un nuevo récord en partidos de fútbol en Estados Unidos, siendo el partido con más asistencia en la historia del fútbol de ese país.